# Northern Ireland Constitution Act 1973
Il Northern Ireland Constitution Act 1973 (c. 36) (in italiano: Legge costituzionale dell'Irlanda del Nord del 1973) è un atto del Parlamento del Regno Unito che ha ricevuto l'assenso reale il 18 luglio 1973. L'Atto ha abolito il Parlamento dell'Irlanda del Nord e sospeso la carica di governatore e ha previsto un'amministrazione devoluta costituita da un esecutivo scelto dalla nuova Assemblea dell'Irlanda del Nord ideata ai sensi dell'Accordo di Sunningdale; l'Assemblea era già stata istituita dal Northern Ireland Assembly Act 1973, approvato due mesi prima.

## "Status dell'Irlanda del Nord come parte del Regno Unito"
Quando la Repubblica d'Irlanda cessò di essere membro del Commonwealth britannico, Westminster aveva risposto con l'Ireland Act 1949. Tra le altre disposizioni, l'Atto aveva garantito che l'Irlanda del Nord non avrebbe cessato di far parte del Regno Unito "senza il consenso del Parlamento dell'Irlanda del Nord" (s. 1(2)); questa dichiarazione si era rivelata controversa sia con il governo irlandese che con la comunità nazionalista dell'Irlanda del Nord.
Poiché l'Atto del 1973 ha abolito il Parlamento dell'Irlanda del Nord, ha sostituito la garanzia del 1949 con una basata su un voto popolare anziché su un voto parlamentare (s. 1):
Un referendum su linee simili si era già tenuto l'8 marzo 1973, con il 98,9% degli elettori che sosteneva l'unione dopo un boicottaggio nazionalista del sondaggio. L'allegato 1 dell'Atto costituzionale prevedeva che nessun altro referendum si sarebbe tenuto prima del 9 marzo 1983. Se il risultato di quello o di un qualsiasi futuro referendum avesse dato esito sì che l'Irlanda del Nord sarebbe rimasta parte del Regno Unito, non si sarebbe potuto tenere un referendum successivo sulla questione per altri dieci anni.
Il Northern Ireland Act 1998 ha sostituito il requisito del referendum del 1973, richiedendo un referendum se "sembra probabile" che passi e che passino i negoziati di unità, riducendo il divario tra i referendum a sette anni

## Tentativi di prevenire la discriminazione
La parte III della legge riguardava la discriminazione "per motivi religiosi o per opinioni politiche". Qualsiasi legge esistente del Parlamento dell'Irlanda del Nord, qualsiasi misura che deve essere approvata dalla nuova Assemblea e qualsiasi legislazione secondaria è stata dichiarata nulla se discriminava un individuo o una "classe di persone" sulla base delle loro convinzioni religiose o politiche. È stato anche affermato che è illegale per l'Esecutivo o un organismo governativo "discriminare, o aiutare, indurre o incitare un altro a discriminare" contro qualcuno per gli stessi motivi. La discriminazione è stata definita come "trattare [una] persona o [una] classe [di persone] in qualsiasi circostanza meno favorevolmente di quanto altre persone siano trattate in tali circostanze dalla legge attualmente in vigore in Irlanda del Nord".
È stata inoltre creata la Commissione consultiva permanente sui diritti umani (SACHR).

## Abolizione del Parlamento, ecc
Il Parlamento dell'Irlanda del Nord, che era stato sospeso a tempo indeterminato il 30 marzo 1972 dal Northern Ireland (Temporary Provisions) Act 1972, è stato ora definitivamente abolito. Il suo personale è stato trasferito nella nuova Assemblea.
Anche la carica di governatore dell'Irlanda del Nord è stata abolita. A differenza della posizione del Parlamento, le sue funzioni non sono state trasferite a un nuovo ruolo, ma sono state principalmente assorbite dal segretario di Stato per l'Irlanda del Nord. La responsabilità di nominare (o revocare) il direttore della pubblica accusa per l'Irlanda del Nord è stata affidata al procuratore generale per l'Irlanda del Nord (il cui ufficio era ora collegato a quello del procuratore generale per l'Inghilterra e il Galles).

## Devoluzione
La devoluzione sarebbe entrata in vigore solo se fosse stato possibile formare un Esecutivo (governo) che avesse il sostegno dell'Assemblea e che fosse "probabilmente ampiamente accettato in tutta la comunità". La legge elencava materie escluse e materie riservate; le prime erano aree in cui l'Assemblea non era autorizzata a legiferare; queste ultime erano aree che il Segretario di Stato per l'Irlanda del Nord poteva trasferire in potere dell'Assemblea quando e se lo riteneva opportuno.

### Questioni escluse
- la monarchia
- il parlamento di Westminster
- relazioni internazionali (diverse dai rapporti con la Repubblica d'Irlanda in un insieme limitato di settori)
- alcuni argomenti coperti dalla Legge sulle Comunità europee del 1972
- le forze armate
- dignità e titoli d'onore
- tradimento
- nazionalità e immigrazione
- tasse preesistenti
- nomina o la revoca dei giudici
- elezioni
- valuta e banconote
- la National Savings Bank
- poteri straordinari per combattere il terrorismo o "sovversione"

### L'esecutivo
L'Esecutivo dell'Irlanda del Nord doveva essere guidato da un capo esecutivo e doveva includere un massimo di altri undici membri (compresi i capi dei vari dipartimenti del governo). Il capo esecutivo doveva anche essere ex officio "Leader dell'Assemblea".
I nuovi membri dell'Esecutivo dovevano anche prestare giuramento (o fare un'affermazione):